# Echte Rose von Jericho
Die Echte Rose von Jericho (Anastatica hierochuntica, älter auch Anastatica hierochuntia), auch Wüstenrose, Jerichorose, Jerusalemrose oder Marienrose genannt, ist die einzige Pflanzenart der Gattung Anastatica in der Familie der Kreuzblütengewächse (Brassicaceae). Sie ist in den Wüstengebieten von Israel/Palästina, Jordanien, auf dem Sinai und Teilen Nordafrikas beheimatet.

## Beschreibung

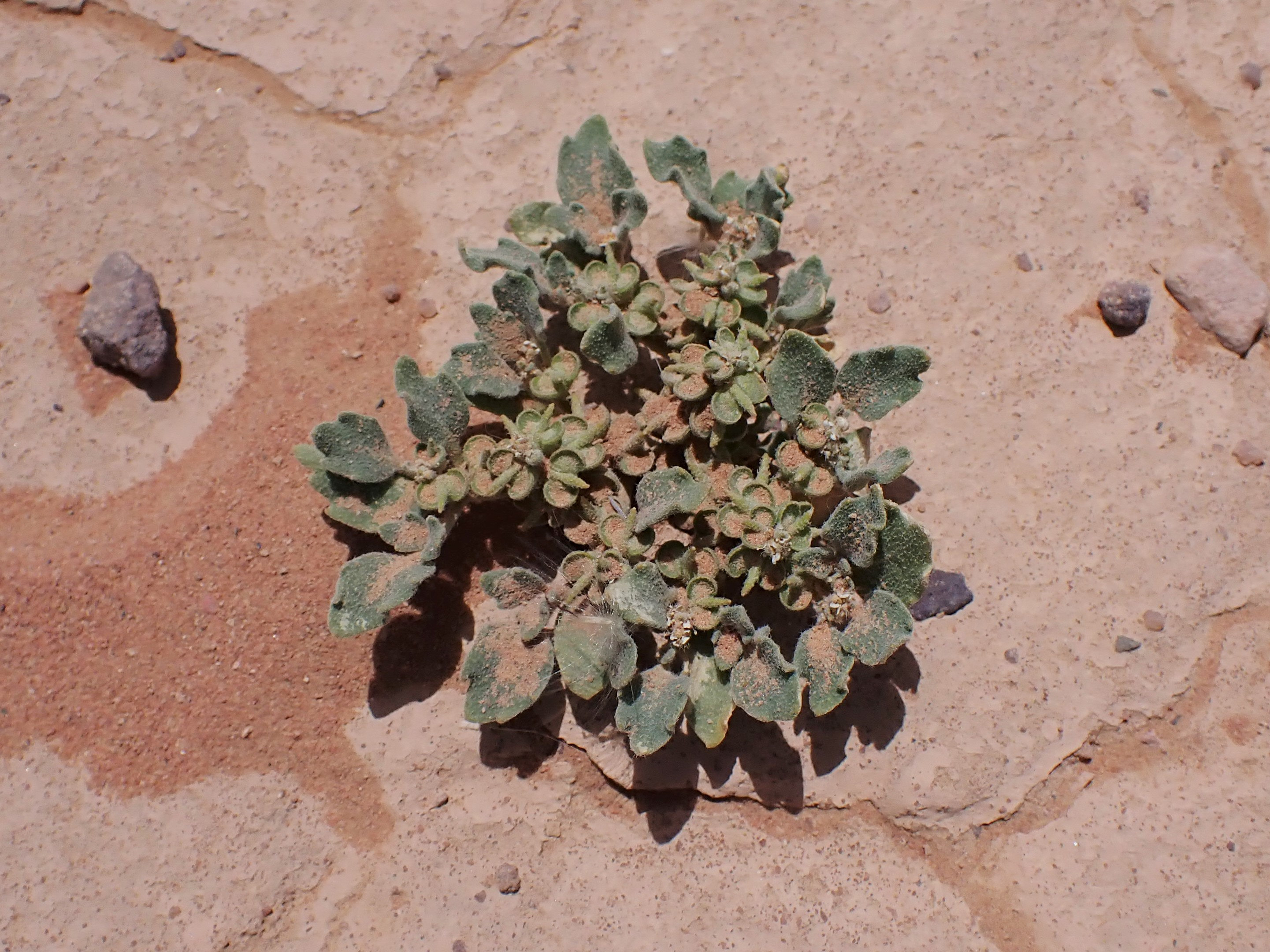
Habitus

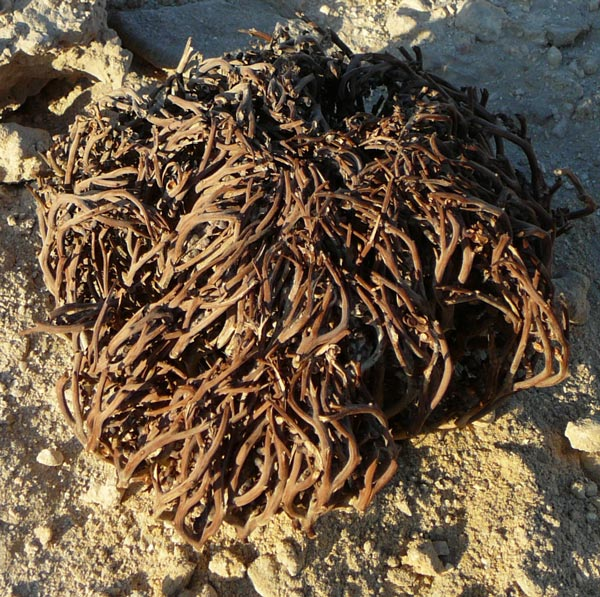
Dieses trockene Exemplar besitzt einen Durchmesser von 22 Zentimeter

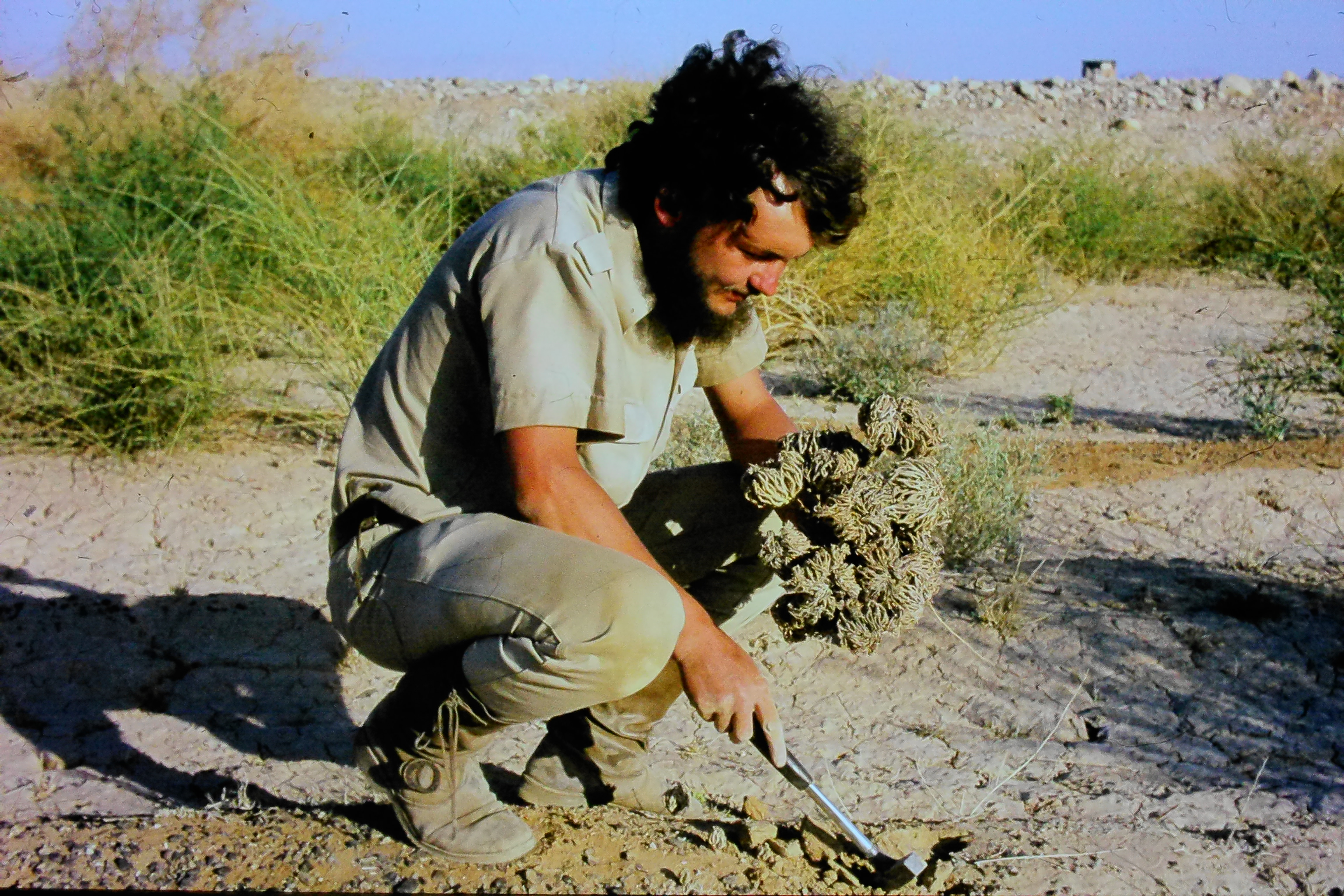
Rosen von Jericho

### Vegetative Merkmale
Die Echte Rose von Jericho wächst als winterannuelle einjährige krautige Pflanze, die Wuchshöhen von 5 bis etwa 15 Zentimetern erreicht. Sie bildet eine Pfahlwurzel aus. Sie ist von der Basis an verzweigt mit aufsteigenden Ästen, die sich in Trockenphasen nach innen rollen. Ihre Oberfläche ist dicht mit Sternhaaren besetzt.
Die wechselständig angeordneten Laubblätter sind in Blattstiel und -spreite gegliedert, wobei der Blattstiel kürzer als die Blattspreite ist. Die Blattspreite ist bei einer Länge von 15 bis 30 Millimetern sowie bei einer Breite von bis zu 20 Millimetern spatelig, verkehrt-eiförmig und kurz weißlich behaart, im vorderen Bereich teils grob drei- bis fünfzähnig oder ganzrandig.

### Generative Merkmale
Die Pflanze blüht im Frühling (im Iran und in Saudi-Arabien im März bis April). Die achselständigen und traubigen, kurzen Blütenstände sind etwas borstig. Die fast sitzenden, sehr kleinen, weißen und zwittrigen, vierzähligen Blüten sind nur etwa 2 Millimeter groß. Die behaarten Kelchblätter sind etwa 1,5 Millimeter lang. Die genagelten Kronblätter sind etwa 2 Millimeter lang. Die sechs tetradynamischen Staubblätter (das bedeutet, es sind neben vier langen zwei kurze Staubfäden ausgebildet) sind mit 1,5 bis 1,7 Millimeter Länge kürzer als die Kronblätter. Der behaarte Fruchtknoten ist oberständig mit kurzem Griffel und kopfiger Narbe. Es sind Nektarien unten bei den Staubfäden vorhanden.
Die behaarten, zweifächerigen Schötchen  sind bei einem Durchmesser von bis zu 4 Millimetern ei- bis kugelförmig, enthalten mehrere Samen und öffnen sich schwer. Die Fächer der Schötchen sind jeweils mittig geteilt. Die Früchte sind mit dem Griffel geschnäbelt, außerdem mit bis etwa 2 Millimeter großen, etwas becher-, öhrchen-, löffelartigen Anhängseln oder Flügeln. Die rundlichen bis eiförmigen, bräunlichen und myxospermen Samen sind 1,3 bis 2 Millimeter lang. Durch die bei Benetzung schleimig-klebrige Samenschale kleben sie am Boden fest.
Die Chromosomenzahl beträgt 2n = 22.

## Ökologie
Nach dem Absterben der Pflanzenexemplare sind die trockenen Zweige kugelig einwärts gekrümmt und beschützen so die Früchte. Bei Befeuchtung breiten sie sich jedes Mal wieder aus und die Samen werden freigesetzt (Hygrochasie, Hydrochorie). Die frühere Vermutung, dass die trockenen Pflanzen vom Wind über den Boden gerollt würden und dabei ihre Samen ausbreiten (Chamaechorie), hat sich nicht bestätigt.
Anastatica hierochuntica ist sehr resistent gegen oxidativen Stress, sie besitzt hohe (induzierbare) Hitzetoleranz und moderate Härte als Salzpflanze. Durch Vergleich der Genexpression mit der Modellpflanze Acker-Schmalwand (Arabidopsis thaliana) konnten die Mechanismen einiger der Anpassungen auf molekularer Ebene verfolgt werden.

## Vorkommen
Das Verbreitungsgebiet von Anastatica hierochuntica liegt in Südwestasien und umfasst Nordafrika, Ägypten, Arabien, Jordanien, Irak, Iran und Pakistan, mit einem westlichen Vorposten auf Fuerteventura (Kanaren). In der Wüste Negev wächst sie am obersten und damit trockensten Rand von episodisch wasserführenden Trockentälern (Wadis), gemeinsam mit anderen Einjährigen. Der Pflanzenwuchs ist hier, bei Jahrenniederschlägen von 25 bis 88 Millimeter, auf diese Bereiche mit externer Wasserzufuhr beschränkt. Die Art vermehrt sich ausschließlich nach einem der seltenen Regenfälle und ist daher fleckenhaft verbreitet. In Nordafrika (Wüste Sahara) ist sie angegeben als bodenvag auf kiesigen, steinigen, sandigen und Tonböden in steppenartigen Abschnitten der Wüste, vor allem in Bodensenken, in denen sich Regenwasser ansammelt.

## Systematik
Die Erstveröffentlichung von Anastatica hierochuntica L. als einzige Art der Gattung Anastatica L. erfolgte 1763 durch Carl von Linné in seinem Werk Species Plantarum, 2. Auflage, Band 2, Seite 895 Hierochuntia war die lateinische Bezeichnung für Jericho. Die Gattung Anastatica gehört in die Tribus Anastaticeae (Syn.: Malcolmieae), eine vorwiegend in Afrika und Südwestasien verbreitete Verwandtschaftsgruppe. Die Zusammengehörigkeit der Tribus wurde mit molekularen Methoden bestätigt. Schwestergruppe in dieser Analyse war die endemisch auf Sokotra vorkommende Lachnocapsa spathulata.

## „Wiederbelebung“
Am Ende der Wachstumsphase rollt sich die Pflanze ein. Die tote Pflanze dient dann dem zwischenzeitlichen Schutz der Samen. Während lebende Pflanzen nur nach Regenfällen, oft in mehreren Jahren Abstand, in ihren wüstenartigen Lebensräumen anzutreffen sind, sind die harten, eingetrockneten Kugeln permanent vorhanden. Es ist sogar möglich, anhand der Größe der Kugeln die Regenmenge, unter der diese gewachsen sind, zu rekonstruieren. Im Laborexperiment waren wassergesättigte Exemplare binnen etwa ein bis zwei Stunden vollständig ausgebreitet, dazu reichten Regenmengen von 4 Millimeter. Dabei reicht es auch aus, wenn nur die Wurzel Wasser erhält. Wenn etwa 60 Prozent des Wassers verdunstet ist, beginnt sich die Pflanze wieder einzurollen. Aus den ausgebreiteten Pflanzen können Samen durch auftreffende Regentropfen herausgeschleudert werden. Bei schwachen Regenfällen rollt sich die Pflanze nicht vollständig aus, ein Teil der Samen verbleibt dann als Reserve für spätere Regenereignisse. Ein Teil der Samen wird vom abfließenden Oberflächenwasser mitgeschwemmt und in nahe gelegenen Senken, mit günstigen Keimungsbedingungen, wieder abgelagert.

Anastatica hierochuntica nach wenigen Minuten in warmem Wasser

Diese „Wiederbelebungen“ können unbegrenzt wiederholt werden, jedoch ist ihr scheinbares Wiedererwachen ein rein physikalischer Vorgang. Sie ist keine wechselfeuchte (poikilohydre) Pflanze, die Dürrezeiten überlebt; die vertrocknet aussehende Pflanze ist tot. Bei der „Wiederbelebung“ saugen sich die Zellen von Anastatica hierochuntica durch Kapillarkräfte voll Wasser, unter der hydrostatischen Spannung entfaltet sich die Pflanze, ohne dass sie die Assimilation wieder aufnimmt. Da sich dieser Vorgang beliebig oft wiederholen lässt, wird sie auch „Auferstehungspflanze“ genannt.

## Unechte Rose von Jericho
Anastatica hierochuntica wird gelegentlich mit der Unechten Rose von Jericho, einem poikilohydren Moosfarn (Selaginella lepidophylla) aus Amerika, verwechselt. Im Handel wird oft Selaginella lepidophylla als „Rose von Jericho“ verkauft und irreführenderweise mit den Kreuzfahrerlegenden versehen, die sich aufgrund der geographischen Herkunft nur auf Anastatica hierochuntica beziehen können. Im Gegensatz zur „echten“ Rose ist Selaginella lepidophylla eine echte poikilohydre Pflanze, wächst also nach dem Wiederbefeuchten weiter. Bei fehlendem Nachschub wird die mittelamerikanische Selaginella pilifera A.Braun verwendet, gewissermaßen als „Falsche Unechte Rose von Jericho“.
Eine weitere „falsche“ Rose von Jericho ist der Korbblütler Pallenis hierichuntica (Michon) Greuter (Syn.: Asteriscus hierichunticus (Michon) Wiklund). Deren Beschreiber, der französische Schriftsteller und Orientreisende Jean Hippolyte Michon, hielt diese, ebenso wie der Entdecker Félicien de Saulcy, irrtümlich für die echte Rose, wie von den alten Autoren beschrieben.

## Die Rose von Jericho als literarisches Motiv

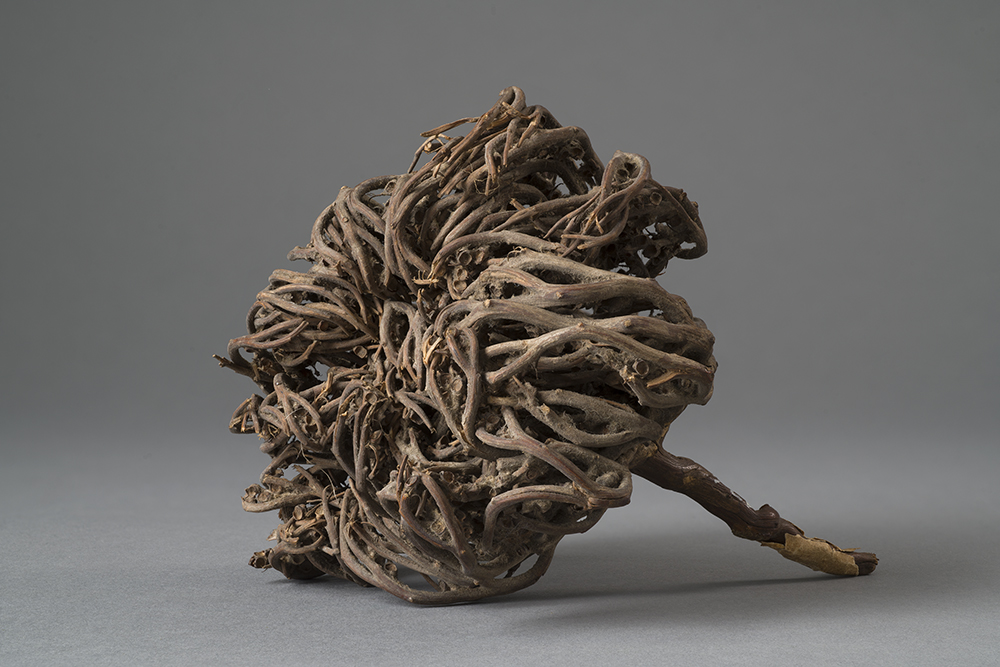
Rose von Jericho, Reliquie, 1250–1500. Domschatz Halberstadt

Die Rose von Jericho wird in den Pilgerberichten früher deutscher Jerusalempilger erwähnt. Im 14. Jahrhundert verortete Ludolf von Sudheim die Pflanze in der Wüste beim Berg Sinai und wies auf die Legende vom Gang Marias durch die Wüste und den Glauben der Beduinen, sie sei heilkräftig bei Geburten, hin. Ebenfalls nahe dem Katharinenkloster, das sie von Gaza her erreichten, verwendeten Hans Tucher und seine Reisegefährten Exemplare der Wüstenpflanze als Zunder: „do selbst wachsen vil der blumen die man bey uns rosen von iericho nennet.. die an der cristnacht auff geen da mit wir offt unser feuer schurten. da bey zu kochen. wan man nit holtz an dem ende hat sunder allein kleine stauden.“ Die vom Kanonen- und Glockengiesser Peter Füssli 1524 von seiner Jerusalem-Pilgerfahrt nach Zürich zurückgebrachte Rose von Jericho und weitere Reiseandenken bildeten den Grundstock einer Sammlung, die ein Nachfahr im 17. Jahrhundert dokumentierte. In den Beständen der Zürcher Bürgerlichen Bibliothek blieb eine Rose von Jericho aus der frühen Neuzeit erhalten, die der Schriftsteller David Hess in einer beigefügten Notiz dem Wundarzt und Orientreisenden Hans Jakob Ammann zuschrieb. Als Ausdruck einer oft als idyllisch verklärten Familienfrömmigkeit interpretierten Schriftsteller des 19. Jahrhunderts das literarische Motiv.

## Die Rose von Jericho im Brauchtum

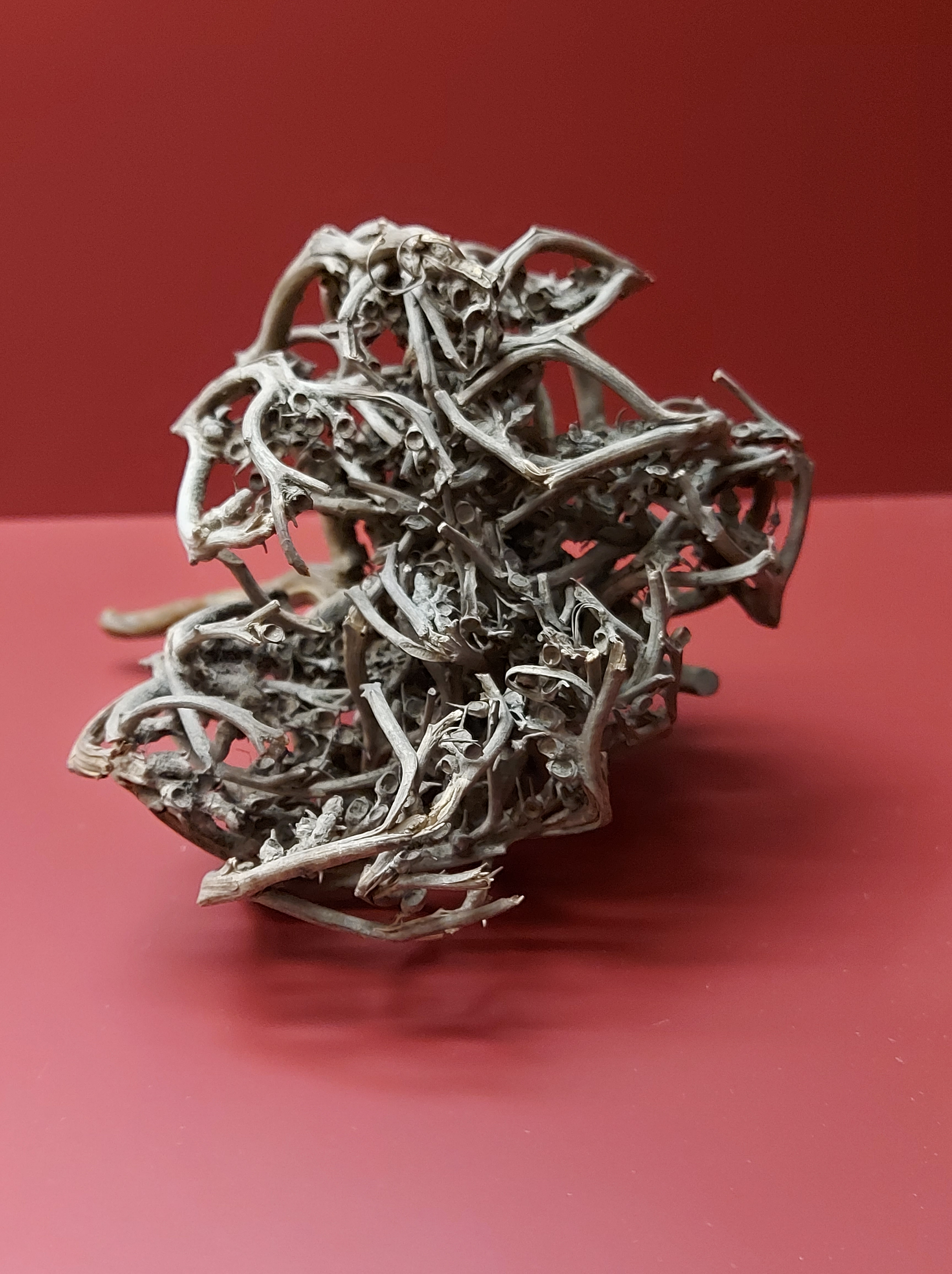
Das wohl von einem Pilger um 1600 aus Palästina mitgebrachte Gewächs wurde dem Kloster Zum Heiligen Kreuz in Rostock geschenkt und ist dort heute als museales Exponat zu sehen.

Ein Schwerpunkt des Glaubens an die orakelhafte Tauglichkeit der Jerichorose findet sich besonders in den katholischen Regionen Südwestdeutschlands und der Schweiz. Dem verbreitet gewesenen Volksglauben nach öffnete die Blüte sich in der Weihnachtsnacht. Das Aufgehen einer zum Christfest in ein Wasserglas gestellten „Weihnachtsblume“ wurde als Anzeichen für gutes Wetter und Fruchtbarkeit im kommenden Jahr gedeutet. In Norddeutschland war solcher Glaube selten, ist aber auch in protestantischen Regionen nicht ganz unbelegt. Jerichorosen wurden im Mittelalter und bis weit in die Neuzeit von Reisenden mitgebracht. Im Domschatz Halberstadt hat sich eine Rose von Jericho erhalten, die Conrad Matthias Haber (1728) als eine von zwölf besonders erwähnenswerten Reliquien in der Schatzkammer beschrieb und zufügte, dass es noch „eine Päbstliche Original-Bulle [gäbe], worinnen die meisten von diesen Reliquien specificiret und für genuin erkläret werden“.
In ganz Südeuropa, wie schon im vorderen Orient, wurde die Jerichorose als geburtsfördendes Mittel angesehen. Hier spielte das Aufgehen der Zweige als Symbol oder Analogie der Öffnung des Muttermundes vermutlich eine Rolle. Die Jerichorose war ein beliebtes Souvenir von Jerusalempilgern und Palästinareisenden.

## Die Rose von Jericho in der Phytomedizin
Anastatica hierochuntica wird unter den Namen kaf Maryam (Hand Mariens, es gibt die Legende, Maria habe die Pflanze bei der Geburt Jesu in der Hand gehalten) in der arabischen Volksmedizin verwendet. Dazu werden die getrockneten Früchte in Wasser gelöst und, meist als Tee, getrunken. Indikation sind Krankheiten der Gebärmutter, gegen Fehlgeburten, Geburtsschmerzen, aber auch weibliche Unfruchtbarkeit und Impotenz beim Mann. Obwohl die Art Anastatica hierochuntica auch schon pharmakologisch getestet wurde, ist das Wirkstoffprofil unzureichend erforscht, so dass zur Vorsicht bei der Anwendung geraten wird. Durch das Besammeln für phytomedizinische Zwecke, was aufgrund der auffälligen ausgetrockneten Pflanzen leicht ist, ist diese Pflanzenart lokal schon im Bestand bedroht.